# Jurij Čeban
Jurij Volodymyrovyč Čeban (in ucraino Юрій Володимирович Чебан?; Odessa, 5 luglio 1986) è un canoista ucraino, vincitore della medaglia d'oro ai Giochi olimpici di Londra 2012 nel C1 200 m e di bronzo a Pechino 2008 nel C1 500 m.
Nelle precedenti olimpiadi di Atene 2004 era uscito nelle semifinali sia nella gara del C1 1000 m che nel C1 500 m.

## Palmarès
- Olimpiadi

Pechino 2008: bronzo nel C1 500m.
Londra 2012: oro nel C1 200m.
Rio de Janeiro 2016: oro nel C1 200m.
- Mondiali

Szeged 2006: argento nel C1 500m.
Duisburg 2007: oro nel C1 200m.
Poznań 2010: argento nella C1 4x200m e bronzo nel C1 200m.
Mosca 2014: oro nel C1 200m e argento nella C1 4x200m.
- Europei

Radice 2006: bronzo nel C1 500m.
Pontevedra 2007: bronzo nel C1 200m.
Milano 2008: bronzo nel C1 500m.
Trasona 2010: argento nel C1 200m.
Belgrado 2011: bronzo nel C1 200m.